# Graustock
Der Graustock ist ein Berg in den Unterwaldner Voralpen, südlich von Engelberg in der Zentralschweiz. Der Gipfel ist einer von zwei Punkten im Dreiländereck der Kantone Nidwalden, Obwalden und Bern (der zweite Punkt ist der Jochstock). Ein Gipfelkreuz markiert den Gipfel.
Richtung Südosten führt ein Grat über den Schafberg (2523 m ü. M.) zum Jochpass (2207 m ü. M.) mit dem Berghaus Jochpass und Seilbahnanschluss. Benachbarte Gipfel sind Schwarzhorn (2638 m ü. M.) und Rotsandnollen (2700 m ü. M.) im Nordwesten sowie Reissend Nollen (3002 m ü. M.) und Titlis (3238 m ü. M.) im Südosten. Nordöstlich des Graustocks liegt der Trüebsee, südwestlich der Engstlensee.

## Besteigungsgeschichte
Im März 1993 gelang den Bergsteigern Robert Jasper und Malte Roeper die Erstbesteigung der Nordostwand (Routenname Schwarzwaldklinik).